# Gary Bollan
Gary Bollan est un footballeur et un entraîneur écossais, né le 24 mars 1973, à Dundee en Écosse. Il jouait au poste de défenseur. Il a fait la quasi-totalité de sa carrière de joueur et d'entraîneur en Écosse, nation pour laquelle il a été international espoirs.

## Carrière de joueur

### Carrière en club
Après avoir été formé à Fairmuir, Bollan commença sa carrière à Dundee où ses prestations attirèrent l'attention d'un des deux grands clubs écossais, les Rangers FC où il passa 3 ans sans parvenir à s'installer comme titulaire. Il connut durant cette période un prêt, qui lui permit de connaître sa seule expérience hors d'Écosse, à Wolverhampton en Angleterre.
Il signa ensuite pour St. Johnstone pour augmenter son temps de jeu. Il s'engagea ensuite avec Livingston qui venait de remporter la Scottish First Division et cherchait à se construire un effectif apte à affronter la Scottish Premier League. Après un retour à Dundee United et un passage à Motherwell, Bollan s'engagea comme joueur-entraîneur à Clyde puis à Brechin City et enfin à Carnoustie, où il mit fin à sa carrière de joueur pour se concentrer sur celle d'entraîneur.

### Carrière internationale
Bollan était sélectionnable pour l'Écosse mais n'a connu uniquement que des sélections en Écosse espoirs.

### Palmarès
- Coupe d'Écosse : 1993-1994 (avec Dundee United)
- Finaliste de la Coupe du monde des moins de 17 ans : 1989 (avec l'Écosse moins de 17 ans)

## Carrière d'entraîneur
Sa carrière d'entraîneur débuta donc par des postes de joueur-entraîneur à Clyde puis à Brechin City et enfin à Carnoustie. Depuis août 2009, il est entraîneur d'une de ses anciennes équipes connues comme joueur, à savoir Livingston.
Le 5 février 2012 il a été limogé par son club.